# Богатищево (Владимирская область)
Богатищево — деревня в Собинском районе Владимирской области, входит в состав муниципального образования Толпуховское сельское поселение.

## География
Деревня расположена в 8 км на запад от центра поселения деревни Толпухово и в 22 км на север от райцентра города Собинка.
В деревне 3 небольших пруда, рядом с деревней — лес. Вокруг деревни находятся поля. Для транспорта есть бетонная дорога, соединяющая деревни между собой.

## История
В конце XIX — начале XX века деревня входила в состав Ставровской волости Владимирского уезда. В 1859 году в деревне числилось 70 дворов, в 1905 году — 80 дворов, в 1926 году — 74 хозяйств, с/х кооператив и начальная школа.
С 1929 года деревня являлась центром Богатищевского сельсовета Ставровского района, с 1932 года — в составе Ставровского сельсовета Собинского района, с 1945 года — вновь в составе Ставровского района, с 1954 года — в составе Добрынинского сельсовета, с 1965 года — в составе Собинского района, с 1976 года — в составе Толпуховского сельсовета, с 2005 года — в составе Толпуховского сельского поселения.

## Население
| 1859 | 1905 | 1926 | 2002 | 2010 | 2021 |
| ---- | ---- | ---- | ---- | ---- | ---- |
| 397  | ↗433 | ↘247 | ↘2   | ↘0   | ↗11  |